# Jérôme Moreau
Pour les articles homonymes, voir Moreau (nom de famille).
Pas d'image ? Cliquez ici

a Compétitions nationales et continentales officielles uniquement.

Jérôme Moreau, né le 1er janvier 1980 à Clermont-Ferrand (Puy-de-Dôme), est un joueur français de rugby à XV qui évolue au poste de demi de mêlée.

## Biographie
Jérôme Moreau naît le 1er janvier 1980 à Clermont-Ferrand dans le Puy-de-Dôme en France. Durant sa jeunesse, il commence la pratique du rugby à XV à l'école de rugby du Rugby Club Châteaugay. Par la suite, il rejoint l'AS Montferrand en benjamin.
Il gravit les échelons au sein du club et, à l'issue de la saison 2000-2001, il remporte le Championnat de France espoirs.
La saison suivante, il fait ses débuts en équipe première.
Barré par une forte concurrence à son poste de demi de mêlée, il signe pour l'Union Bordeaux Bègles en 2007.
En 2009, il rejoint Montluçon Rugby où il reste jusqu'en 2016.
Après une coupure de deux ans avec le rugby, il devient entraîneur des avants de l'Ovalie club Montluçon en 2018.

## Palmarès
- Vainqueur du Championnat de France espoirs en 2001 avec l'AS Montferrand.
- Finaliste du Championnat de France en 2007 avec l'ASM Clermont Auvergne.